# Günther Schwarz (Theologe)
Günther Schwarz (* 12. Februar 1928 in Hamburg; † 9. Juli 2009 in Wagenfeld) war ein deutscher evangelischer Theologe, Pfarrer und Philologe der Aramaistik. Er veröffentlichte acht Bücher über Varianten der Übersetzungen der Worte Jesu und erarbeitete eine in der Fachwelt allerdings nicht rezipierte „Rückübersetzung“ aus dem Griechischen ins Aramäische, das Jesus-Evangelium.
Schwarz veröffentlichte im Laufe von Jahrzehnten eine große Anzahl von Artikeln in theologischen Zeitschriften (vor allem den  „Biblischen Notizen“).

## Leben
Nach dem Schulbesuch in Berlin und Hamburg absolvierte Schwarz eine Maschinenschlosserlehre bei AEG in Berlin. Anschließend war er bis Kriegsende 1945 Marinehelfer in Gotenhafen (Gdingen) und kurz in Kriegsgefangenschaft. Von 1945 bis 1964 ging er in Berlin, der DDR und schließlich in Westdeutschland verschiedenen Erwerbstätigkeiten nach. 1964–1968 studierte er evangelische Theologie an der Theologischen Akademie in Hermannsburg und Celle. Neben dem neutestamentlichen Griechisch legte er einen Schwerpunkt auf die Beschäftigung mit dem Aramäischen, der Muttersprache Jesu. Er wurde Pfarrer in Elze-Bennemühlen, in Estebrügge und in Sankt Hülfe-Wetschen. 1988 ging er in den Ruhestand.
Im Jahr 1986 wurde Schwarz an der Universität Osnabrück mit der Arbeit Jesus, der Menschensohn promoviert.
Er war verheiratet und hatte einen Sohn und zwei Töchter.

## Untersuchungen über die „Sprache Jesu“
Der Theologe und Aramaist Günther Schwarz griff den u. a. von Pinchas Lapide beeinflussten Gedanken auf, die der Quelle Q zugeordneten Texte ins jüdisch-palästinische Aramäisch zurückzuübersetzen, weil Jesus diese Sprache gesprochen habe. Er nahm an, dass die Quelle Q ursprünglich eine Sammlung der aramäischen Johannes- und Jesusworte war. Für seinen Übersetzungsversuch stützte er sich stark auf die altsyrischen Evangelien Syrus Sinaiticus und Codex Syrus Curetonianus sowie auf andere aramäische und syrische Quellen. Nach seiner These waren die ursprünglichen Texte hoch poetisch und vielfach in den griechischen Vorlagen der Evangelisten falsch übersetzt, vermutlich aus mangelhafter Kenntnis des Aramäischen. Sein Versuch der Rückübersetzung führte teilweise zu erheblichen Umdeutungen der Evangelien.

### Methode
Die Umgangssprache Jesu und seiner Jünger sei das galiläische Westaramäisch gewesen; Hebräisch sei seit der Rückkehr des Volkes Israel aus dem babylonischen Exil nicht mehr Umgangssprache, sondern nur noch Kultsprache bei Gottesdiensten gewesen. Die in den vier Evangelien überlieferten Texte seien daher ursprünglich aramäisch gedacht und nach Schwarz auch aramäisch niedergeschrieben worden. Sie seien im Laufe der Verbreitung der Lehre Jesu in die damalige Welt- und Handelssprache Griechisch, genauer Koine übersetzt worden.
Schwarz’ Methode der Bearbeitung der Worte Jesu besteht in der Rückübersetzung vom Griechischen ins Aramäische, in Umstellung und Tilgung einzelner Ausdrücke und in ihrer anschließenden Neubearbeitung und -übersetzung. Hintergrund dafür sind aramäische Bibelstellen im Neuen und im Alten Testament; Übersetzungen alttestamentlicher Schriften ins Aramäische, aramäische Stücke im rabbinischen Schrifttum; aramäische Inschriften jener Zeit und Qumran-Funde, außerdem die dem Aramäischen eng verwandte syrische Peschitta-Bibel.
An dieser Methode wurde von Fachkollegen kritisiert, dass von Schwarz häufig nicht beachtet werde, welche der in den Evangelien überlieferten Jesusworte laut Forschungsstand ursprünglich aus dem Aramäischen stammten und welche bereits auf Griechisch formuliert wurden. Daneben wurde moniert, dass seine Methode zur Überarbeitung des griechischen Ausgangstextes überaus spekulativ sei und bei den Übersetzungen ins Aramäische die Mehrzahl der Referenzpassagen aus anderen Sprachstufen des Aramäischen stammen, etwa aus einem vom babylonisch-aramäisch beeinflussten Reichsaramäisch (z. B.: Targum Onkelos, Targum Jonathan), während nur wenige aus dem palästinensischen Aramäisch (z. B.: den palästinensischen Targum Fragmenten, dem Targum Neophyti I, dem palästinensischen Talmud oder frühen palästinensischen Midraschim) stammen.

### Ergebnisse der Untersuchung
Seine Methode der Rück- und Neuübersetzung führte Günther Schwarz zu folgenden Schlüssen:
1. Jesus habe alle seine Worte, Spruchgruppen, Lehrgedichte und Gleichnisse poetisch geformt, wobei er aus dem Alten Testament bekannte poetische Formen aufgegriffen und weiterentwickelt habe, wie Reim, Wortspiel, Rhythmus sowie verschiedene Arten der Übereinstimmung von Satzgliedern.
2. Die ursprüngliche Übersetzung aus dem Aramäischen ins Griechische sei an vielen Stellen falsch. Es sei willkürlich weggelassen und hinzugefügt worden, was heute noch durch einen Vergleich der Evangelientexte zu erkennen sei. So entstanden nach Schwarz’ These die christliche „Drohbotschaft“ mit ewiger Verdammnis, Hölle, Sündenvergebung durch Priester oder Zölibat sowie eine Vielzahl von Ge- und Verboten. Die ursprüngliche Lehre Jesu wurde nach seiner These dabei immer mehr verschüttet und entstellt.

Die Ergebnisse seiner Untersuchungen dokumentierte er in seiner Neuübersetzung neutestamentlicher Texte von 1993, Das Jesus-Evangelium.
Beispiele:
- Der Heilige Geist, der „wie eine Taube“ auf Jesus herabkommt, beruhe auf einer bestimmten Vokalisation des Aramäischen. Eine alternative Vokalisation ergebe, nun verständlich, dass der Heilige Geist „geradewegs“ auf den Herrn herabkomme.[6]
- Das Abendmahl beruhe auf einer Fehlübersetzung: Statt des präsentischen „Das ist mein Leib“ sei futurisch zu übersetzen:

„Gerade dieses ‚ist‘ aber bot die Möglichkeit, das Wortpaar Fleisch und Blut sakramental zu deuten (‚Dies ist mein Fleisch /mein Blut‘), statt wie es Jesus meinte, das Brechen des Brotes und das Vergießen des Weines zu deuten (‚Dies wird meinem Fleisch /meinem Blut geschehen‘).“

## Ansicht zur Christologie
Jesus ist nicht Gott:

„Das Wort war göttlich, niemals Gott. Doch es war leicht, das Wort göttlich in Gott zu verändern. Dazu genügte es, sowohl beim aramäischen als auch beim griechischen Wort nur einen Buchstaben zu löschen. (Anm.: Diese Änderung war eine Folge der Vergottung Jesu. Sie wurde veranlaßt durch die Lehre von der Dreieinigkeit – eine Lehre, die mit der Lehre Jesu unvereinbar ist.)“

## Werke

### Bücher
- Jesus, der Menschensohn. Aramaistische Untersuchungen zu den synoptischen Menschensohnworten Jesu. Stuttgart 1986, ISBN 3-17-009268-5.
- Und Jesus sprach. Untersuchungen zur aramäischen Urgestalt der Worte Jesu. Stuttgart 1987, ISBN 3-17-009713-X.
- Jesus und Judas. Aramaistische Untersuchungen zur Jesus-Judas-Überlieferung der Evangelien und der Apostelgeschichte. Kohlhammer, Stuttgart 1988, ISBN 3-17-009663-X.
- Die Poesie der frühen Christen, die Erkenntnisse und Bekenntnisse ihres Glaubens. Entnommen und übersetzt aus dem syrischen Neuen Testament. München 1990, ISBN 3-927950-02-5.
- Wenn die Worte nicht stimmen. Dreißig entstellte Evangelientexte wiederhergestellt. München 1990, ISBN 3-927950-01-7.
- Fehler in der Bibel. Wie sie zu erkennen und wie sie zu korrigieren sind. Ukkam-Verlag, München 1990, ISBN 3-927950-00-9.
- Die Bergpredigt, eine Fälschung? Die Worte der Berglehre im Originalton Jesu. München 1991, ISBN 3-927950-03-3.
- Das Jesus-Evangelium. Zusammengesetzt und übersetzt aus griechischen und altsyrischen Vorlagen und aus außerbiblischen Quellen. Ukkam-Verlag, München 1993, ISBN 3-927950-04-1. Neuauflage 2020 unter ISBN 978-3-927950-07-8.
- Worte des Rabbi Jeschu. Eine Wiederherstellung. Styria, Graz 2003, ISBN 3-222-13132-5.
- Glaubenswürdiges Credo?: Rückfragen zum Credobuch von Benedikt XVI. und zum Glaubensbekenntnis der Kirche. Münster 2006, ISBN 3-8258-9427-4.
- Das Zeichen von Konnersreuth. ISBN 978-3-9803993-0-2.
- Schauungen der Therese Neumann. ISBN 978-3-8107-0107-7.
- Die Botschaft des Urevangeliums. Texte nach der „Einheitsübersetzung“ und aufgrund einer Rückübersetzung ins Aramäische. November 2005
- zusammen mit Jörn Schwarz: Jesus der Poet. - „Nie hat ein Mensch geredet, wie dieser redet.“ Ukkam, Rühlow 2019, ISBN 978-3-927950-06-1

### Artikel in den „Biblischen Notizen“ (BN)
- ΚΑΛΟΝ ΤΟ ΑΛΑΣ, BN 7 (1978); (in Kleinschrift: „καλὸν το ἅλας“; deutsch: „Das Salz ist gut“; Mk 9,50; par. Mt 5,13; par. Lk 14,34f.).
- ΚΥΡΙΕ ΙΔΟΥ ΜΑΧΑΙΡΑ ΩΔΕ ΔΥΟ, BN 8 (1979); (in Kleinschrift: "κυριε,ỉδοὺ μάχαιραι ὧδε δύο"; deutsch: „Herr, siehe, hier sind zwei Schwerter!“; Lk 22,35–38).
- ΟΤΙ ΤΗ ΗΛΙΚΙΑ ΜΙΚΡΟΣ ΗΝ, BN 8 (1979); (in Kleinschrift: "ὅτι τη̃ ἡλικία μικρòς ἦν"; deutsch: „Denn die Körpergröße war klein“; Lk 19,3).
- ΟΤΙ ΕΚΡΥΨΑΣ ΤΑΥΤΑ ΑΠΟ ... ΣΥΝΕΤΩΝ, BN 9 (1979); (in Kleinschrift: "ὅτι ̉εκρυψας ταυ̃τα ἀπο … συνετω̃ν"; deutsch: „dass du dies verborgen hast vor … den Verständigen“; Mt 11,25).
- Hebräer 9.27.28 und Reinkarnationsglaube, BN 10 (1979).
- ΑΝΙΣΤΗΜΙ - ΑΝΑΣΤΑΣΙΣ, BN 10 (1979); (in Kleinschrift: "̉ανίστημι - ̉ανατασις"; deutsch: „Aufstehen“, „Sich erheben“ – „Auferstehung“).
- ΑΛΗΤΩΣ ΙΣΡΑΗΛΙΤΗΣ, BN 10 (1979); (in Kleinschrift: "̉αληθω̃ς ̉Ισραηλίτης" deutsch: „Ein wahrhafter Israelit!“; Joh 1,47).
- ΜΗΠΟΤΕ ΒΑΡΗΔΩΣΙΝ ΥΜΩΝ ΑΙ ΚΑΡΔΙΑΙ, BN 10 (1979); (in Kleinschrift: "μήποτε βαρηδω̃σιν ὑμω̃ν αί καρδίαι"; deutsch: „dass eure Herzen nicht beschwert werden“; Lk 21,34).
- ΚΑΙ ΒΙΑΣΤΑΙ ΑΡΠΑΖΟΥΣΙΝ ΑΥΤΗΝ, BN 11 (1980); (in Kleinschrift: "καὶ βιασταὶ ἁρπάζουσιν αὐτήν"; deutsch: „Und die Gewalttätigen rauben sie“; Mt 11,12).
- ΠΑΣ ΠΥΡΙ ΑΛΙΤΗΣΕΤΑΙ, BN 11 (1980); (in Kleinschrift: "πα̃ς πυρὶ ἁλισθήσεται"; deutsch: „Jeder wird mit Feuer gesalzen werden“; Mk 9,49).
- ΑΓΑΠΑΤΕ ΤΟΥΣ ΕΧΤΡΟΥΣ ΥΜΩΝ, BN 12 (1980); (in Kleinschrift: "ảγαπα̃τε τους ἐχθροὺς ὑμω̃ν"; deutsch: „Liebt eure Feinde!“; Mt 5,44).
- ΓΑΛΙΛΑΙΑ ΤΩΝ ΕΤΝΩΝ, BN 13 (1980); (in Kleinschrift: "Γαλιλαία τω̃ν ̉εθνω̃ν"; deutsch: „Galiläa der Völker“; Mt 4,15).
- ΤΗ ΗΜΕΡΑ ΤΗ ΤΡΙΤΗ, BN 13 (1980); (in Kleinschrift: "τη̃ ἡμέρᾳ τῇ τρίτῃ"; deutsch: „Am dritten Tag“; Joh 2,1).
- ΗΜΕΙΣ ΕΚ ΠΟΡΝΕΙΑΣ ΟΥ ΓΕΓΕΝΝΗΜΕΤΑ, BN 14 (1981); (in Kleinschrift: "ἡμει̃ς ἐκ πορνείας οὐ γεγεννήμεθα"; deutsch: „Wir sind nicht durch Hurerei geboren“; Joh 8,41).
- Zum Vokabular von Matthäus 6,19f., BN 14 (1981).
- ΤΟΝ ΚΟΣΜΟΝ ΧΩΡΗΣΑΙ, BN 15 (1981); (in Kleinschrift: "τόν κόσμον χω̃ρη̃σαι"; deutsch: „Die Welt wird fassen“; Joh 21,25).
- ΛΥΤΗΝΑΙ ΑΡΟ ΤΟΥ ΔΕΣΜΟΥ ΤΟΥΤΟΥ, BN 15 (1981); (in Kleinschrift: "λυθη̃ναι ̉από του̃ δεσμου̃ τούτου"; deutsch: „Von dieser Fessel gelöst werden“; Lk 13,16).
- ΑΡΟ ΜΑΚΡΟΤΕΝ / ΕΠΙ ΤΗΝ ΟΔΟΥ, BN 20 (1983); (in Kleinschrift: "̉από μακρόθεν / ̉επι τήν ´οδου̃"; deutsch: „Von weit her / Auf dem Weg“; Mk 11,13; Mt 21,19).
- ΚΑΙ ΗΝ ΣΥΓΚΥΡΤΟΥΣΑ, BN 20 (1983); (in Kleinschrift: "καί ̉η̃ν συγκύπτουσα"; deutsch: „Und sie war ganz krumm“; Lk 13,11).
- ΡΙΣΤΙΝ ΩΣ ΚΟΚΚΟΝ ΣΙΝΑΠΕΩΣ …, BN 25 (1984); (in Kleinschrift: „πίστιν ΄ως κόκκον σινάπεως“; deutsch: „Glaube wie ein Senfkorn“; Mt 17,20; Lk 17,6).
- ΤΑΥΤΗ ΤΗ ΝΥΚΤΙ ΤΗΝ ΨΥΧΗΝ ΣΟΥ ΑΠΑΙΤΟΥΣΙΝ ΑΠΟ ΣΟΥ, BN 25 (1984); (in Kleinschrift: „ταύτˌη τη̃ νυκτι͛ τη͛ν ψυχήν σου ̛ απαιτου̃σιν ̉απὸ σου̃“; deutsch: „Diese Nacht fordert man von dir deine Seele zurück“; Lk 12,20).
- ΚΑΙ ΕΥΘΥΣ ΕΚΑΛΕΣΕΝ ΑΥΤΟΥΣ?, BN 48 (1989); (in Kleinschrift: „καὶ ευ͗θὺς ε͗κάλεσεν αυ͗τούς“; deutsch: „Und sofort rief er sie“; Mk 1,20).
- ΕΞ ΕΦΗΜΕΡΙΑΣ ΑΒΙΑ?, BN 53 (1990); (in Kleinschrift: „ε͗ξ ε͗φημερίας ͗Αβιά“; deutsch: „Aus der Dienstabteilung Abia“; Lk 1,5).
- Versuch einer Wiederherstellung des geistigen Eigentums Jesu, BN 53 (1990) (Lk 4,25-27).
- Ο ΒΛΕΠΩΝ ΕΝ ΤΩ ΚΡΥΠΤΩ (ΚΡΥΦΑΙΩ)?, BN 54 (1990); (in Kleinschrift: „ο͑ βλέπων ε͗ν τω̃ κρυπτω̃ (κρυφαιω̃)“; deutsch: „Der in das Versteckte (das Verborgene) blickt“; Mt 6,4.6.18).
- ΑΠΕΣΤΕΓ ΑΣΑΝ ΤΗΝ ΣΤΕΓΗΝ?, BN 54 (1990); (in Kleinschrift: „͗ ̉απεστέγασαν τὴν στέγην“; deutsch: „Sie deckten das Dach ab.“; Mk 2,4).
- ΒΛΕΠΟΥΣΙΝ ΑΝΘΡΑΚΙΑΝ ΚΕΙΜΕΝΗΝ?, BN 55 (1990); (in Kleinschrift: „͗βλέπουσιν ̉ανθρακιὰν κειμένην“; deutsch: „Sie erblicken ein Kohlenfeuer liegend.“; Joh 21,9).
- ΟΙ ΔΕ ΟΦΘΑΛΜΟΙ ΑΥΤΩΝ ΕΚΡΑΤΟΥΝΤΟ?, BN 55 (1990); (in Kleinschrift: „οι͑ δὲ ο͗φθαλμοὶ αυ̉τω̃ν ε̉̉κρατου̃ντο“; deutsch: „Ihre Augen aber wurden gehalten.“; Lk 24,16).
- ΤΗΣ ΤΡΟΦΗΣ ΑΥΤΟΥ – ΤΟΥ ΜΙΣΤΟΥ ΑΥΤΟΥ?, BN 56 (1991); (in Kleinschrift: „τη̃ϛ τροφη̃ϛ αυ̉του̃ – του̃ μιστου̃ αυ̉του̃ “; deutsch: „Seiner Nahrung – Seines Lohnes“; Mt 10,10; Lk 10,7).
- ΦΙΛΙΠΠΟΝ ΚΑΙ ΒΑΡΘΟΛΟΜΑΙΟΝ?, BN 56 (1991); (in Kleinschrift: „Φίλιππον καὶ Βαρθολομαι̃ον? “; deutsch: „Philippus und Bartholomäus“; Mt 10,10; Lk 10,7).
- ΑΡΚΕΤΟΝ ΤΩ ΜΑΘΗΤΗ ΙΝΑ ΓΕΝΗΤΑΙ ΩΣ Ο ΔΙΔΑΣΚΑΛΟΣ ΑΥΤΟΥ?, BN 58 (1991); (in Kleinschrift: „̉Αρκετὸν τω̃ μαθητη̃ ̔ίνα γένηται ̔ως ̔ο διδάσκαλος αυ̉του̃ “; deutsch: „Es genügt dem Schüler, dass er wird wie sein Lehrer.“; Mt 10,25).
- ΤΗΝ ΤΡΟΦΗΝ ([ΤΟ] ΣΙΤΟΜΕΤΡΙΟΝ) ΕΝ ΚΑΙΡΩ?, BN 59 (1991); (in Kleinschrift: „̉τὴν τροφὴν (τὸ σιτομέτριον) ̉εν καιρω̃“; deutsch: „Die Nahrung (der Proviant) zur Zeit.“; Mt 24,45; Lk 12,42).
- ΟΥΚ … ΜΕΤΑ ΠΑΡΑ ΤΗΡΗΣΕΩΣ?, BN 59 (1991); (in Kleinschrift: „̉ουκ … μετὰ παρατηρήσεως?“; deutsch: „Nicht … nach der Beobachtung.“; Lk 17,20.21).
- Jesus und der Feigenbaum am Wege, BN 61 (1992).
- ΤΟ ΠΤΕΡΥΓΙΟΝ ΤΟΥ ΙΕΡΟ, BN 61 (1992); (in Kleinschrift: „τὸ πτερύγιον του̃ ˊιερου̃“; deutsch: „Die Spitze des Tempels.“; Mt 4,5).
- ΑΝΑ ΜΕΤΡΗΤΑΣΔΥΟ Η ΤΡΕΙΣ?, BN 62 (1992); (in Kleinschrift: „͗ανα μετρητὰς δύο“; deutsch: „Je 2 Maß“; Joh 2,6).
- Der Wind weht, wo er will?, BN 63 (1992).
- In der Welt habt ihr Angst?, BN 63 (1992).
- ΚΑΘΕΛΕΙΝ - ΣΩΣΩΝ?, BN 64 (1992).
- „Seiner Nahrung“ oder „seines Lohnes“?, BN 65 (1992)
- Er „wird einem klugen … ähnlich werden“?, BN 68 (1993)
- Er berührte ihre Hand?, BN 73 (1994)
- „Ein großes Beben entstand auf dem Meer“?, BN 74 (1994)
- „Gebt … den Inhalt als Almosen“?, BN 75 (1994)
- „Reinige das Innere des Bechers“?, BN 75 (1994)
- Und er begann zu weinen?, BN 78 (1995)
- "Ein Rohr, vom Wind bewegt"?, BN 83 (1996)
- Sie „kauften … Kräuteröle“?, BN 85 (1996)
- Er hängte sich an einen Bürger?, BN 85 (1996)
- „Verbarg es in drei Sea Mehl“?, BN 86 (1997)
- „Die Häuser der Witwen verzehren“?, BN 88 (1997)
- „Wie eine Taube“?, BN 89 (1997)
- „Es waren fünftausend Männer“?, BN ?? (199?)